# Lista laureatów co najmniej dwóch aktorskich Oscarów

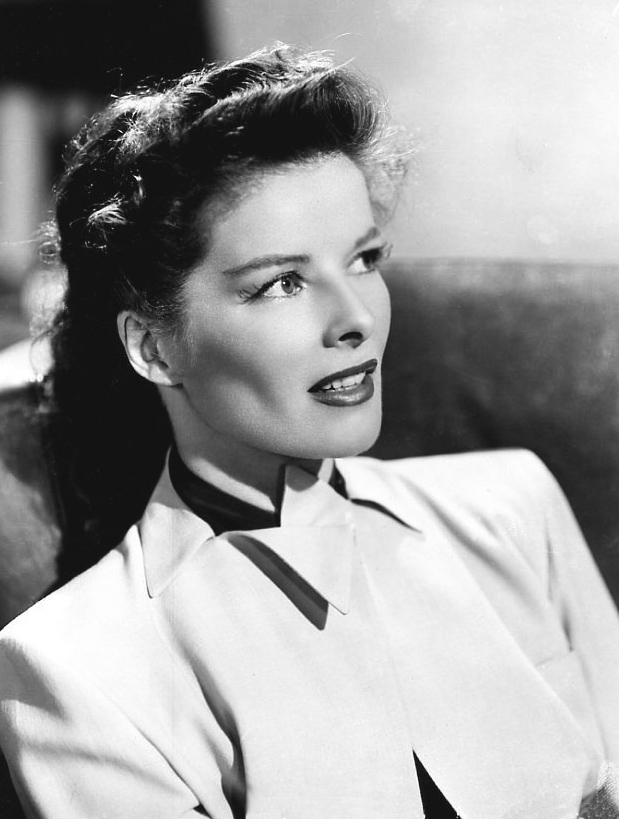
Katharine Hepburn (na zdj. w latach 40. XX w.), laureatka czterech Oscarów w kategorii dla najlepszej aktorki pierwszoplanowej

Lista laureatów co najmniej dwóch aktorskich Oscarów – zestawienie osób, które otrzymały co najmniej dwie Nagrody Akademii Filmowej (Oscary) w kategoriach aktorskich: najlepszy aktor pierwszoplanowy, najlepsza aktorka pierwszoplanowa, najlepszy aktor drugoplanowy i najlepsza aktorka drugoplanowa. Oscary, uznawane za najważniejsze i najbardziej prestiżowe nagrody filmowe, są przyznawane od 1929 roku przez Amerykańską Akademię Sztuki i Wiedzy Filmowej (AMPAS). Kategorie za pierwszy plan istnieją od 1. edycji w 1929, zaś za drugi plan od 9. edycji w 1937.
Rekordową liczbę czterech Oscarów aktorskich zdobyła Katharine Hepburn. 6 osób zdobyło trzy nagrody, zaś 39 dwie.

## Lista
Liczby podane w tabeli dotyczą tylko kategorii aktorskich. Niektórzy wymienieni zdobyli także nagrody i nominacje w innych kategoriach.
Opracowano na podstawie spisu i archiwum laureatów na stronie internetowej Oscarów.
| Nagrody | Zdjęcie | Imię i nazwisko     | Nagrodzone role pierwszoplanowe                                                                          | Nagrodzone role drugoplanowe                                    | Nominacje |
| ------- | ------- | ------------------- | --- | --------------------------------------------------------------- | --------- |
| 4       |         | Katharine Hepburn   | Poranna chwała (1933) Zgadnij, kto przyjdzie na obiad (1967) Lew w zimie (1968) Nad złotym stawem (1981) |                                                                 | 12        |
| 3       |         | Meryl Streep        | Wybór Zofii (1982) Żelazna Dama (2011)                                                                   | Sprawa Kramerów (1979)                                          | 21        |
| 3       |         | Jack Nicholson      | Lot nad kukułczym gniazdem (1975) Lepiej być nie może (1997)                                             | Czułe słówka (1983)                                             | 12        |
| 3       |         | Ingrid Bergman      | Gasnący płomień (1944) Anastazja (1956)                                                                  | Morderstwo w Orient Expressie (1974)                            | 7         |
| 3       |         | Daniel Day-Lewis    | Moja lewa stopa (1989) Aż poleje się krew (2007) Lincoln (2012)                                          |                                                                 | 6         |
| 3       |         | Frances McDormand   | Fargo (1996) Trzy billboardy za Ebbing, Missouri (2017) Nomadland (2020)                                 |                                                                 | 6         |
| 3       |         | Walter Brennan      | | Prawo młodości (1936) Kentucky (1938) Człowiek z Zachodu (1940) | 4         |
| 2       |         | Bette Davis         | Kusicielka (1935) Jezebel (1938)                                                                         |                                                                 | 11        |
| 2       |         | Spencer Tracy       | Bohaterowie morza (1937) Miasto chłopców (1938)                                                          |                                                                 | 9         |
| 2       |         | Denzel Washington   | Dzień próby (2001)                                                                                       | Chwała (1989)                                                   | 9         |
| 2       |         | Marlon Brando       | Na nabrzeżach (1954) Ojciec chrzestny (1972)                                                             |                                                                 | 8         |
| 2       |         | Jack Lemmon         | Ocalić tygrysa (1973)                                                                                    | Mister Roberts (1955)                                           | 8         |
| 2       |         | Robert De Niro      | Wściekły Byk (1980)                                                                                      | Ojciec chrzestny II (1974)                                      | 8         |
| 2       |         | Cate Blanchett      | Blue Jasmine (2013)                                                                                      | Aviator (2004)                                                  | 8         |
| 2       |         | Jane Fonda          | Klute (1971) Powrót do domu (1978)                                                                       |                                                                 | 7         |
| 2       |         | Dustin Hoffman      | Sprawa Kramerów (1979) Rain Man (1988)                                                                   |                                                                 | 7         |
| 2       |         | Tom Hanks           | Filadelfia (1993) Forrest Gump (1994)                                                                    |                                                                 | 6         |
| 2       |         | Anthony Hopkins     | Milczenie owiec (1991) Ojciec (2020)                                                                     |                                                                 | 6         |
| 2       |         | Jessica Lange       | Błękit nieba (1994)                                                                                      | Tootsie (1982)                                                  | 6         |
| 2       |         | Maggie Smith        | Pełnia życia panny Brodie (1969)                                                                         | Suita kalifornijska (1978)                                      | 6         |
| 2       |         | Michael Caine       | | Hannah i jej siostry (1986) Wbrew regułom (1999)                | 6         |
| 2       |         | Fredric March       | Doktor Jekyll i pan Hyde (1931) Najlepsze lata naszego życia (1946)                                      |                                                                 | 5         |
| 2       |         | Gary Cooper         | Sierżant York (1941) W samo południe (1952)                                                              |                                                                 | 5         |
| 2       |         | Jodie Foster        | Oskarżeni (1988) Milczenie owiec (1991)                                                                  |                                                                 | 5         |
| 2       |         | Elizabeth Taylor    | Butterfield 8 (1960) Kto się boi Virginii Woolf? (1966)                                                  |                                                                 | 5         |
| 2       |         | Sean Penn           | Rzeka tajemnic (2003) Obywatel Milk (2008)                                                               |                                                                 | 5         |
| 2       |         | Olivia de Havilland | Najtrwalsza miłość (1946) Dziedziczka (1949)                                                             |                                                                 | 5         |
| 2       |         | Gene Hackman        | Francuski łącznik (1971)                                                                                 | Bez przebaczenia (1992)                                         | 5         |
| 2       |         | Glenda Jackson      | Zakochane kobiety (1970) Miłość w godzinach nadliczbowych (1973)                                         |                                                                 | 4         |
| 2       |         | Emma Stone          | La La Land (2016) Biedne istoty (2023)                                                                   |                                                                 | 4         |
| 2       |         | Renée Zellweger     | Judy (2019)                                                                                              | Wzgórze nadziei (2003)                                          | 4         |
| 2       |         | Anthony Quinn       | | Viva Zapata! (1952) Pasja życia (1956)                          | 4         |
| 2       |         | Shelley Winters     | | Pamiętnik Anny Frank (1959) W cieniu dobrego drzewa (1965)      | 4         |
| 2       |         | Sally Field         | Norma Rae (1979) Miejsca w sercu (1984)                                                                  |                                                                 | 3         |
| 2       |         | Melvyn Douglas      | | Hud, syn farmera (1963) Wystarczy być (1979)                    | 3         |
| 2       |         | Peter Ustinov       | | Spartakus (1960) Topkapi (1964)                                 | 3         |
| 2       |         | Jason Robards       | | Wszyscy ludzie prezydenta (1976) Julia (1977)                   | 3         |
| 2       |         | Dianne Wiest        | | Hannah i jej siostry (1986) Strzały na Broadwayu (1994)         | 3         |
| 2       |         | Luise Rainer        | Wielki Ziegfeld (1936) Ziemia błogosławiona (1937)                                                       |                                                                 | 2         |
| 2       |         | Vivien Leigh        | Przeminęło z wiatrem (1939) Tramwaj zwany pożądaniem (1951)                                              |                                                                 | 2         |
| 2       |         | Hilary Swank        | Nie czas na łzy (1999) Za wszelką cenę (2004)                                                            |                                                                 | 2         |
| 2       |         | Helen Hayes         | Grzech Madelon Claudet (1931)                                                                            | Port lotniczy (1970)                                            | 2         |
| 2       |         | Kevin Spacey        | American Beauty (1999)                                                                                   | Podejrzani (1995)                                               | 2         |
| 2       |         | Christoph Waltz     | | Bękarty wojny (2009) Django (2012)                              | 2         |
| 2       |         | Mahershala Ali      | | Moonlight (2016) Green Book (2018)                              | 2         |
| 2       |         | Adrien Brody        | Pianista (2002) The Brutalist (2024)                                                                     |                                                                 | 2         |